# Norbert Michel Tiendrébéogo
Norbert Michel Tiendrébéogo (* 28. September 1955 in Ouagadougou) ist ein Politiker aus Burkina Faso (bis 1984 Obervolta). Er ist Gründer und Parteipräsident der sankaristischen Partei Front des Forces Sociales und war von 2007 bis 2012 Mitglied der Nationalversammlung.

## Karriere
Der gelernte Betriebswirt (DES en Banque et finances des CNAM in Paris) arbeitet seit 1986 bei der burkinischen Bank Société Générale de Banque du Burkina (SGBB), wo er seit 2005 als Vizedirektor die Verantwortung für die Finanz- und Handelssparte trägt. Politisch aktiv wurde er im Rahmen der sankaristischen Revolution. Zuerst war er Delegierter des Revolutionskomitees (Comité de Défense de la révolution) in einem Quartier von Ouagadougou, später besetzte er weitere, zunehmend einflussreiche Posten innerhalb des revolutionären  Parteiapparates. Nach der Verfassungsrevision von 1991, welche die Vereins- und Parteienfreiheit wieder einführte, war er zunächst in verschiedenen sankaristischen Gruppierungen aktiv, bis er 1996 die FFS gründete. Von 1996 bis 1998 war er Generalsekretär der Partei, anschließend ihr Präsident.
2003 wurde Tiendrébéogo unter dem Verdacht, einen Putsch gegen die Regierung Compaorés vorzubereiten, zusammen mit 13 weiteren Personen verhaftet. Er saß schließlich für sechs Monate im Gefängnis.
2005 stellte er sich als Kandidat für das Amt des Präsidenten zur Wahl, bei der er mit 1,61 % der Wählerstimmen den siebten Rang erreichte. Erfolgreicher war er dafür bei den Parlamentswahlen 2007; er schaffte den Sprung in die Nationalversammlung.

## Privates
Tiendrébéogo ist verheiratet und Vater von drei Kindern.
| Personendaten    | Personendaten                |
| ---------------- | ---------------------------- |
| NAME             | Tiendrébéogo, Norbert Michel |
| KURZBESCHREIBUNG | burkinischer Politiker       |
| GEBURTSDATUM     | 28. September 1955           |
| GEBURTSORT       | Ouagadougou                  |